# 南坝镇 (宣汉县)
南坝镇，是中华人民共和国四川省达州市宣汉县下辖的一个乡镇级行政单位。2019年被评为中国文化百强镇。2020年6月，撤销天台乡，将其所属行政区域划归南坝镇管辖。

## 行政区划
南坝镇下辖以下地区：
临江社区、啸池社区、清泉社区、书苑社区、花滩社区、新桥村、龙文村、独树梁村、园坝村、后坝村、垛石滩村、解放村、圣墩村、高墩村、东阳村、二塘村、沙湾村、磨滩村、龙门村、观河村、观池村、丰乐村、五龙村、石牛村、五道河村、排牙村、墩子村、双柏村、柿树村、石湾村和龙湾村。